# 12. Panzer-Division (Wehrmacht)
Die 12. Panzer-Division war ein Großverband der deutschen Wehrmacht im Zweiten Weltkrieg.

## 2. Infanterie-Division

### Aufstellung
Die Division wurde im Oktober 1934 in Stettin zunächst als Infanterie-Division aufgestellt. Sie war eine der Divisionen, die 1934/35 aus der 2. Division der Reichswehr gebildet wurden und trug zunächst den Tarnnamen Artillerieführer II. Am 15. Oktober 1935 erfolgte ihre offizielle Bezeichnung als 2. Infanterie-Division.
Die Gliederung mit den für den Verband durchgeführten Neuaufstellungen war:
- Divisionsstab (Stettin) (aus 2. Division (Reichswehr))
- Infanterie-Regiment 4 (Kolberg) (aus Übernahme von der 2. Division (Reichswehr))
- Infanterie-Regiment 5 (Stettin) (aus Übernahme von der 2. Division (Reichswehr))
- Infanterie-Regiment 25 (Stargard) (aus Personalrahmen des IR 4 aufgefüllt mit Rekruten)
- Pionier-Bataillon 2 () (aus Übernahme von der 2. Division (Reichswehr))
- Artillerie-Regiment 2 (Schwerin) (aus Übernahme von der 2. Division (Reichswehr))
  - I. Abteilung / Artillerie-Regiment 38 (Prenzlau) (aus Abgaben Artillerie-Regiment 2)
- Beobachtungs-Abteilung 2 (Prenzlau) (Neuaufstellung)
- Nachrichten-Abteilung 2 (Stettin) (aus Übernahme von der 2. Division (Reichswehr))
- Nachschubtruppen     Nr. 2

Die zugehörige Panzerabwehr-Abteilung 2 wird am 1. Oktober 1936 in Stettin aufgestellt.
Im Jahr 1937 erfolgte die Motorisierung der Division, so dass sie am 12. Oktober 1937 den Zusatz „motorisiert“ erhielt.

## 2. Infanterie-Division (mot.)
Ab Oktober 1937 als motorisierte Division geführt, die Division sollte zusammen mit den neu entstehenden Panzerverbänden der Schnellen Truppe in raumgreifenden Operationen eingesetzt werden können. Hierzu wurde eine Gliederung mit entsprechenden, für diese Zeit hochmobilen Einheitsteilen geschaffen und in den folgenden Jahren ausgebaut. Aus der Gliederung der Division als ID (mot.) ergab sich für den Verband ein theoretischer Fuhrpark mit 989 Pkw, 1.687 Lkw, 30 Panzerspähwagen, 1.323 Krafträdern und 119 Anhängern.
Die Aufklärungs-Abteilung (mot.) 2 wird am 10. November 1938 in Altdamm im Wehrkreis II mit zwei Kompanien (Schwadronen) aufgestellt. Die beiden Kompanien waren mit Panzerspähwagen ausgerüstet. Im Rahmen der Mobilisierung wird am 26. August 1939 in Kolberg die Panzerabwehr-Ersatz-Abteilung 2 aufgestellt. Kurz darauf, am 30. August 1939 in Altdamm die Ersatz-Abteilung für motorisierte Aufklärungs-Einheiten 2 mit zwei Panzerspäh- und einer Kradschützen-Kompanie.

### Polenfeldzug
Beim Angriffskrieg gegen Polen kam die Division im XIX. (19.) Armee-Korps der 4. Armee bei der Heeresgruppe Nord zum Einsatz. Die Bereitstellung der Division erfolgte im Raum Firchau-Grunau in Pommern mit Angriffsrichtung Weichsel. Am 1. September rückte die Division durch die Tucheler Heide und beim polnischen Truppenübungsplatz Gruppe in Richtung Weichsel vor. Am 5. September ging die Division bei Graudenz über den Fluss. Im Weiteren marschierte die Division nach Südostpreußen und verblieb bis zum 12. September Teil der Reserve der Heeresgruppe Nord auf dem Truppenübungsplatz Arys.
Ab dem 13. September ging die Division in südsüdöstlicher Richtung aus Südostpreußen hinter den in der Masse die Weichsel-Linie haltenden polnischen Verbänden vor. Auf dem linken Flügel des XIX. Korps vorrückend, erreichte sie den Bug und überquerte den Fluss. Im weiteren Vorstoß wurde um den 14./15. September der Raum östlich von Brest-Litowsk erreicht, wo die Division die Flankensicherung für die 10. Panzer-Division und die 20. Infanterie-Division (mot.) übernahm, damit diese Verbände die Festungsstadt an der Muchawieze vom 15. bis zum 17. September angreifen konnten. Vom 18. bis zum 20. September sicherte die Division den Raum um die 30 km östlich von Brest-Litowsk gelegene Stadt Kobryn.
Nach der Einstellung der Kampfhandlungen verlegte der Verband zunächst nach Ostpreußen und dann nach Pommern. In den Heimatstandorten um Stettin herum wurde die Division für die weitere Verwendung aufgefrischt. Alexander Stahlberg, Adjutant der Pz-Abw-Abt. 2, berichtete dagegen von einer sofortigen Verlegung seines Verbandes nach Osthessen (zwischen Hannau und Fulda) ab dem 17. September.
Nach dem Ende der Angriffsoperationen in Polen wurde die Ersatz-Abteilung für motorisierte Aufklärungseinheiten 2 in Altdamm am 20. November 1939 aufgelöst und in die Ersatz-Abteilung für motorisierte Aufklärungseinheiten 3 eingegliedert.

### Verlegung in den Westen
Noch im Oktober 1939 wurde die Division zur Heeresgruppe C in den Westen überstellt und ging in die Reserve der 1. Armee. Mitte November wurde der Verband auch physisch in den Westen verlegt und war im Dezember in der Saarpfalz stationiert. Im Januar wechselte die Division zum in der Eifel gestandenen XIX. (19.) Armee-Korps der 12. Armee der Heeresgruppe A, wobei sie zuerst fern der Grenze ostwärts von Gießen im Bereich des Generalkommando des XIV. (16.) Armee-Korps untergebracht wurde. Anfang Mai wurde der Verband in den Raum des XIX. Armee-Korps als Reserve der 12. Armee in die Eifel vorgezogen.

### Westfeldzug
Im Westfeldzug ging die Division als Teil des XV. (15.) Armee-Korps der Gruppe Kleist mit der Heeresgruppe B an der Somme und Loire vor.
Ende Mai 1940 wurde die 2. Infanterie-Division (mot.) in der Schlacht bei Abbeville heftig durch einen britischen Panzerverband angegriffen.

### Verlegung in die Heimatgarnisonen
Im Juli verlegt die Division in die Heimatgarnisonen und ist dem Befehlshaber des Ersatzheeres unterstellt. Es beginnt im Rahmen der allgemeinen weiteren Aufrüstung der deutschen Streitkräfte die Umgliederung des Verbandes. Im September verlegt der Verband in das besetzte Polen, um während der Umgliederung beim XIV. Armee-Korps der 12. Armee der Heeresgruppe B gleichzeitig auch Besatzungsaufgaben wahrzunehmen.
Dort wird im am 5. Oktober 1940 im Ostsudetenland unter Hinzunahme des Panzer-Regiments 29 aus der Inf.Div. (mot.) eine Panzer-Division.

### Auflösung durch Umbenennung
Im Dezember 1940 war die Division dem XXXXVI. (46.) Armee-Korps der 11. Armee bei der Heeresgruppe C zugeteilt.

## 12. Panzer-Division

### Aufstellung
Die formelle Aufstellung durch Umbenennung und Umgliederung der 2. Infanterie-Division (mot.) in die 12. Panzer-Division erfolgte am 10. Januar 1941.
Die Gliederung mit den für den Verband durchgeführten Neuaufstellungen war:
- Divisionsstab (Stettin) (aus )
- Panzer-Regiment 29 () (aus Panzer-Ersatz-Abteilungen 15 (Stab / und I. Abteilung), 5 (II. Abteilung) und 10 (III. Abteilung))
- Schützen-Brigade 12 ()
  - Schützen-Regiment 5 (Stettin) (aus Umgliederung Infanterie-Regiment (mot.) 5)
  - Schützen-Regiment 25 () (aus Umgliederung Infanterie-Regiment (mot.) 25)
  - Kradschützen-Bataillon 22 () (aus I. Bataillon / Infanterie-Regiment (mot.) 25 und vorhandenen Kradschützen-Teil-Einheiten des IR 5 (mot.))
- Panzer-Pionier-Bataillon (mot.) 32 () (aus Umgliederung Pio-Btl 2 (mot.))
- Artillerie-Regiment (mot.) 2 (Schwerin) (aus Übernahme Vorgängerverband und Eingliederung I./AR 38)
  - Beobachtungs-Batterie (Pz.) 329 () (aus )

- Panzer-Aufklärungs-Abteilung (mot.) 2 () (aus Aufklärungs-Abteilung (mot.) 2 durch Umgliederung)
- Panzerjäger-Abteilung 2 (Stettin) (aus Übernahme Vorgängerverband)
- Nachrichten-Abteilung (mot.) 2 (Stettin) (aus )
- Flak-Artillerie-Abteilung (mot.) 303 () (aus )
- Sonstige Versorgungstruppen mit der Nr. 1

### 1941

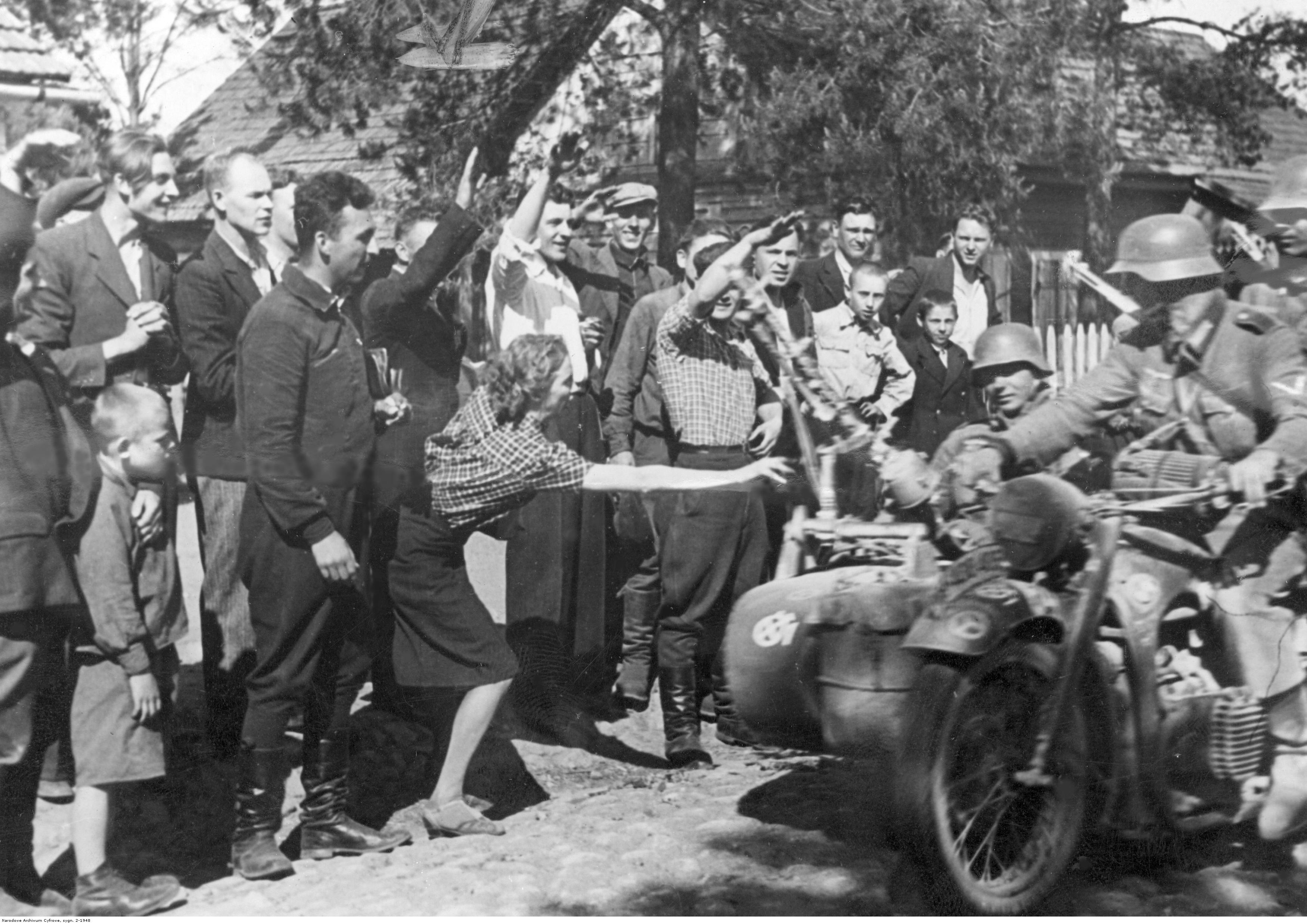
BMW R12 mit Steib Beiwagen der Division (Truppenkennzeichen auf dem vorderen Schutzblech), Ostfront, 26. Juni 1941.

#### Unternehmen Barbarossa
Die 12. Panzer-Division nahm als Teil der Panzergruppe 3, Heeresgruppe Mitte, am Überfall auf die Sowjetunion teil; am 15. Juni 1941 befahl der Kommandeur, die Soldaten über die einschlägigen Befehle eingehend zu unterrichten und verdeutlichte die Kriegsziele. Ziel der Operationsführung der Heeresgruppe war die Gewinnung der „Landbrücke“ Vitebsk-Smolensk. Die Division war zum Zeitpunkt der Eröffnung des Feldzuges Teil des LVII. Armeekorps (mot.). Das Armeekorps wurde im nördlichen Angriffskeil eingesetzt.
Die Division operierte zunächst in Richtung Minsk, griff am 9. Juli in der Panzerschlacht von Senno ein und war an der Kesselschlacht bei Smolensk beteiligt. In der zweiten Julihälfte meldete die Division so viele Erschießungen von „Kommissaren“, dass diese Zahlen zunächst angezweifelt wurden. Im September 1941 wurde die Division der Heeresgruppe Nord zugeteilt, mit der sie an der Leningrader Blockade teilnahm. Die Division nahm vom 16. Oktober bis 30. Dezember 1941 an der Schlacht um Tichwin teil.
 Nach Angaben des ehemaligen Wehrmachtoffiziers Gerd Niepold betrugen die Verluste der 12. Panzerdivision in der Zeit vom 22. Juni 1941 bis zum 15. Dezember 1941 552 Offiziere und 13.394 Unteroffiziere und Mannschaften. Das ist der Zahl nach eine vollständig ausgewechselte Division.

### 1942

Sperrwerk, welches im August 1942 während der Abriegelung der über die Newa übergesetzten Kräfte der Roten Armee zerstört wurde.

In den letzten Tagen des Jahres 1941 bis in den frühen Sommer 1942 hinein gab es ein Hin und Her zwischen Aufstellungsbemühungen in Estland und kräftezehrenden Einsätzen als Kampfgruppen jeglicher Größe bis hin zu einzelnen Panzern an der Front der 18. und 16. Armee. Die Division wurde bis zur Auflösung auseinandergerissen. Im Frühsommer wurde sie wieder zusammengefasst und bereitete sich auf das Unternehmen Moorbrand zur Beseitigung des Pogostje-Kessels vor. Da die Kräfte nicht ausreichten, konzentrierte man sich in der Folge auf das Unternehmen Nordlicht. Am 20. August wurde eine Gruppe Bayer zusammengestellt, um über die Newa übergesetzte Kräfte der Roten Armee abzuriegeln. Am 27. August wurde die Division noch mehr auseinandergerissen. Das Panzergrenadier-Regiment 5 wurde zum Durchstoßen des sogenannten „Flaschenhalses“ bei Tortolowo eingesetzt. Die Bereitstellung ganzer Truppenteile in unterschiedlicher Stärke für einzelne Operationen der Ersten Ladoga-Schlacht ging bis Ende Oktober so weiter. Der Kräftemangel und die Not an der Front ließen offensichtlich keine größere Planung und Führung längerer Operationen zu.
Auf Befehl des OKH wurde die Division im November 1942 zur Heeresgruppe Mitte verlegt. Die Division sollte für einen Angriff (Deckname „Taubenschlag“) bei Weliki Luki eingesetzt werden, der später jedoch abgesagt wurde. Vom 11. bis 14. November 1942 führte die Division auf Befehl des AOK 11 eine gegen Partisanen und Zivilbevölkerung gerichtete Operation mit dem Decknamen „Affenkäfig“ durch.
Von Dezember 1942 bis Februar 1943 operierte sie im Bereich Bjeloj, Lutschessatal und Newel.

### 1943

Vorbereitung einer Nachrichtenstaffel aus der 12. Pz.Div. auf das Unternehmen Zitadelle. Die Kabeltrommeln werden überprüft.

Mitte Februar erfolgte die Verlegung der Division nach Orel, um einen tiefen und breiten Vorstoß der Roten Armee in Richtung Ssewsk mit aufzuhalten. Die Einheit übernahm einen viel zu breiten Frontabschnitt und die Kämpfe dauerten bis April.
Danach wurde die Division aus der Front herausgezogen und für den Einsatz innerhalb des Unternehmens Zitadelle vorbereitet.

#### Unternehmen Zitadelle
Sie gehörte zur Reserve der Heeresgruppe Mitte (Gruppe Esebeck) und wurde erst am 11. Juli eingesetzt, um den Angriff bei dem XXXXVI. Panzerkorps wieder in Schwung zu bringen. Am Folgetag wurde die Division „angesichts der schweren sowjetischen Einbrüche im Bereich der 2. Panzerarmee“ aus den Angriffsoperationen herausgezogen und zur Abwehr der Gegenoffensive der Roten Armee bei Bolchow eingesetzt. Bis in den August 1943 verbrachte die Division mit Operationen im Raum Orel, dann folgten Rückzugskämpfe zur Desna im Raum Brjansk. Zum Jahresende 1943 unterstand die Division dem LVI. Panzerkorps der 2. Armee am Sosch-Abschnitt und ging auf Bobruisk zurück.

### 1944–1945

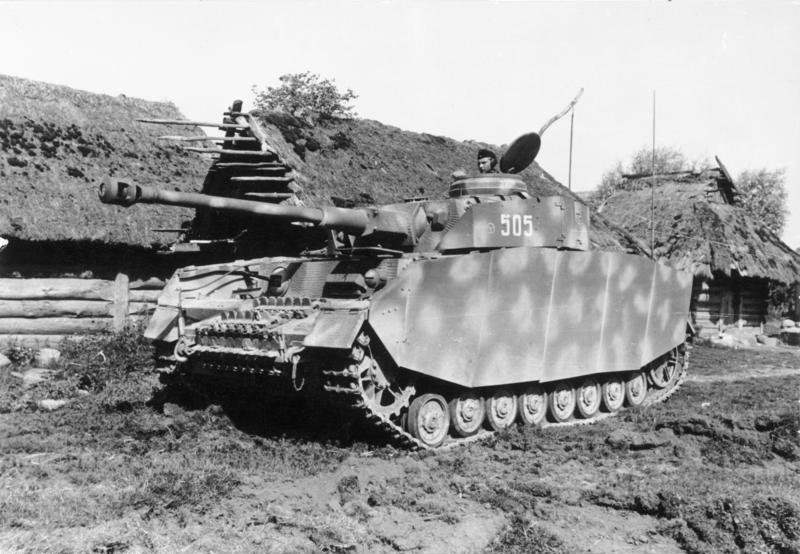
PzKpfw IV der 12. Panzer-Division in Russland 1944

Im Frühjahr 1944 wurde die Division nach dem Aufbrechen der Leningrader Blockade zeitweilig als Reserve bei der 18. Armee im Raum Pskow eingesetzt.
Ab April befand sie sich zur Auffrischung im Raum Ostrow im rückwärtigen Heeresgebiet der Heeresgruppe Nord. Am 24. Juni verließ ein Transport mit 21 neuen Jagdpanzern IV für die Panzerjäger-Abteilung 2 der Division das Heereszeugamt.
Nach den Erfolgen der russischen Sommeroffensive wurde die Division eiligst zurück an den Mittelabschnitt geworfen und versuchte Ende Juni vergeblich, der im Raum Bobruisk eingeschlossenen 9. Armee über Marina Gorka einen Weg nach Westen zu öffnen. Dabei wurde die bereits selbst überflügelte „Gruppe Bodenhausen“ durch sowjetische Truppen abgeschnitten und musste sich den eigenen Rückzug südlich des Nalibocka-Waldes über Stolpce nach Nowogrodek erkämpfen. Mitte August 1944 wurde sie über Grodno zurückgezogen und als Reserve für das Unternehmen Doppelkopf im Rahmen des XXXIX. Panzerkorps der 3. Panzerarmee im Raum nordwestlich von Schaulen zugeführt.

#### Kurland-Kessel
Ab Oktober 1944 wurde sie schließlich im nördlichen Lettland abgedrängt und im Kurland-Kessel eingeschlossen, wo sie im Rahmen der 18. Armee im Mai 1945 kapitulierte.

## Vergleichende Gliederung
Die 12. Panzer-Division gliedert sich in:
| 2. Infanterie-Division (motorisiert) 1939                                                      | 2. Infanterie-Division (motorisiert) 1940                      | 12. Panzer-Division 1941                                           | 12. Panzer-Division 1943                                     |
| ---------------------------------------------------------------------------------------------- | -------------------------------------------------------------- | ------------------------------------------------------------------ | ------------------------------------------------------------ |
|                                                                                                |                                                                | - Panzer-Regiment 29                                               |                                                              |
| - Infanterie-Regiment (mot.) 5 - Infanterie-Regiment (mot.) 25 - Infanterie-Regiment (mot.) 92 | - Infanterie-Regiment (mot.) 5 - Infanterie-Regiment (mot.) 25 | - Schützen-Brigade 12 - Schützen-Regiment 5 - Schützen-Regiment 25 | - Panzer-Grenadier-Regiment 5 - Panzer-Grenadier-Regiment 25 |
|                                                                                                | - Kradschützen-Bataillon 22                                    |                                                                    |                                                              |
| - Aufklärungs-Abteilung (mot.) 2                                                               | - Aufklärungs-Abteilung (mot.) 2                               | - Aufklärungs-Abteilung 2                                          | - Panzer-Aufklärungs-Abteilung 12                            |
| - Beobachtungs-Abteilung 2                                                                     |                                                                |                                                                    |                                                              |
| - Artillerie-Regiment (mot.) 2 - I./Artillerie-Regiment 38                                     | - Artillerie-Regiment (mot.) 2 - I./Artillerie-Regiment 38     | - Artillerie-Regiment (mot.) 2                                     | - Panzer-Artillerie-Regiment 2                               |
|                                                                                                |                                                                |                                                                    | - Heeres-Flak-Artillerie-Abteilung 303                       |
| - Panzerabwehr-Abteilung 2                                                                     | - Panzerjäger-Abteilung 2                                      | - Panzerjäger-Abteilung 2                                          | - Panzerjäger-Abteilung 2                                    |
| - Pionier-Bataillon (mot.) 32                                                                  | - Pionier-Bataillon (mot.) 32                                  | - Panzer-Pionier-Bataillon 32                                      | - Panzer-Pionier-Bataillon 32                                |
| - Nachrichten-Abteilung (mot.) 2                                                               | - Nachrichten-Abteilung (mot.) 2                               | - Nachrichten-Abteilung 2                                          | - Nachrichten-Abteilung 2                                    |
|                                                                                                |                                                                | - Feldersatz-Bataillon 2                                           |                                                              |
|                                                                                                | - Nachschubführer 2 (mot.)                                     | - Versorgungstruppen 2                                             | - Versorgungstruppen 2                                       |

Für die Ersatzgestellung des Stabes war das Schützen-Ersatz-Bataillon (später Panzergrenadier-Ersatz-Bataillon) 5 zuständig.

## Kommandeure

### 2. Infanterie-Division
- Generalleutnant Hubert Gercke – 1. Juni 1935 bis 31. März 1937
- Generalleutnant Paul Bader – 1. April 1937 bis 4. Oktober 1940
- Generalmajor Josef Harpe – 5. Oktober 1940 bis zur 10. Januar 1941

### 12. Panzer-Division
- Generalmajor Josef Harpe[29] – 10. Januar 1941 bis 15. Januar 1942
- Generalmajor Walter Wessel[29] – 15. Januar 1942 bis 27. Februar 1943
- Generalleutnant Erpo von Bodenhausen[29] – 27. Februar 1943 bis 1. Mai 1944
- Generalmajor Gerhard Müller[29] – 1. Mai bis 7. Juli 1944
- Generalleutnant Erpo Freiherr von Bodenhausen[29] – 7. Juli 1944 bis 14. April 1945
- Generalmajor Horst von Usedom[29] – 14. April 1945 bis zur Kapitulation

## Bekannte Divisionsangehörige
- Franz Zejdlik (1906–1978), Offizier in Wehrmacht und Bundesheer, war von 1963 bis 1964 als Brigadier des österreichischen Bundesheeres Militärkommandant von Niederösterreich
- Sally Perel (1925–2023), deutscher Flüchtling jüdischen Glaubens, wurde während des deutschen Angriffs auf die Sowjetunion von Angehörigen der 12. Panzer-Division gefangen genommen und schloss sich der Einheit als vorgeblicher „Volksdeutscher“ an.[30]
- Ulrich de Maizière (1912–2006), deutscher Offizier, Verfechter der Führungsphilosophie „Innere Führung“ in der Bundeswehr, 1966–1972 Generalinspekteur der Bundeswehr begann seine Offiziersausbildung 1930 im 5. Preußischen Infanterie-Regiment der Reichswehr, das damals Teil der 2. Division war.

### Archivalische Quellen
Das Kriegstagebuch der Division samt zugehörigen Dokumenten ist erhalten und liegt heute im Bundesarchiv (Abteilung Militärarchiv, Standort Freiburg, Signaturengruppe RH 27-12). Als sie noch in den National Archives in Washington lagen, wurden diese Dokumente mikroverfilmt. Der in diesem Kontext entstandene Guide beschreibt die Inhalte summarisch; das online-Findbuch des Bundesarchivs ist etwas detaillierter. Die Divisionsakten sind hinsichtlich der Erschießungen nach dem Kommissarbefehl, die die Division durchgeführt hat, nachweislich unvollständig.

### Veröffentlichungen von Angehörigen der Division
- Hugo Garrels: Halme ohne Ähren, die gen Himmel starren: Erzählbericht. Herausgegeben von Bernd Garrels. Books on Demand, 2019, ISBN 978-3-7481-7011-2; Digitalisat.
- Ulrich de Maizière: In der Pflicht. Lebensbericht eines deutschen Soldaten im 20. Jahrhundert. Mittler, Herford Bonn 1989, ISBN 3-8132-0315-8; Digitalisat.
- Gerd Niepold: Ursprung und Lebenslauf der pommerschen 12. Panzerdivision. Selbstverlag, Koblenz 1988.
- Sally Perel: Ich war Hitlerjunge Salomon. Nicolai, Berlin 1992, ISBN 3-87584-424-6.
- Alexander Stahlberg: Die verdammte Pflicht: Erinnerungen 1932 bis 1945. Ullstein, Berlin 1987, ISBN 3-550-07983-4.